# 吕德松
吕德松（1948年—），男，广西陆川人，中华人民共和国军事人物，中国人民解放军少将，曾任广东省军区司令员，第十届全国人大代表。